# United Artists
United Artists Entertainment LLC (UA) — американская кинокомпания, существовавшая в 1919—1981 годах. До 31 декабря 2019 года юридически сохранялась как подразделение MGM, хотя производством фильмов не занималась задолго до этого. В июле 2024 года Amazon MGM Studios объявила о возрождении кинокомпании.

## История

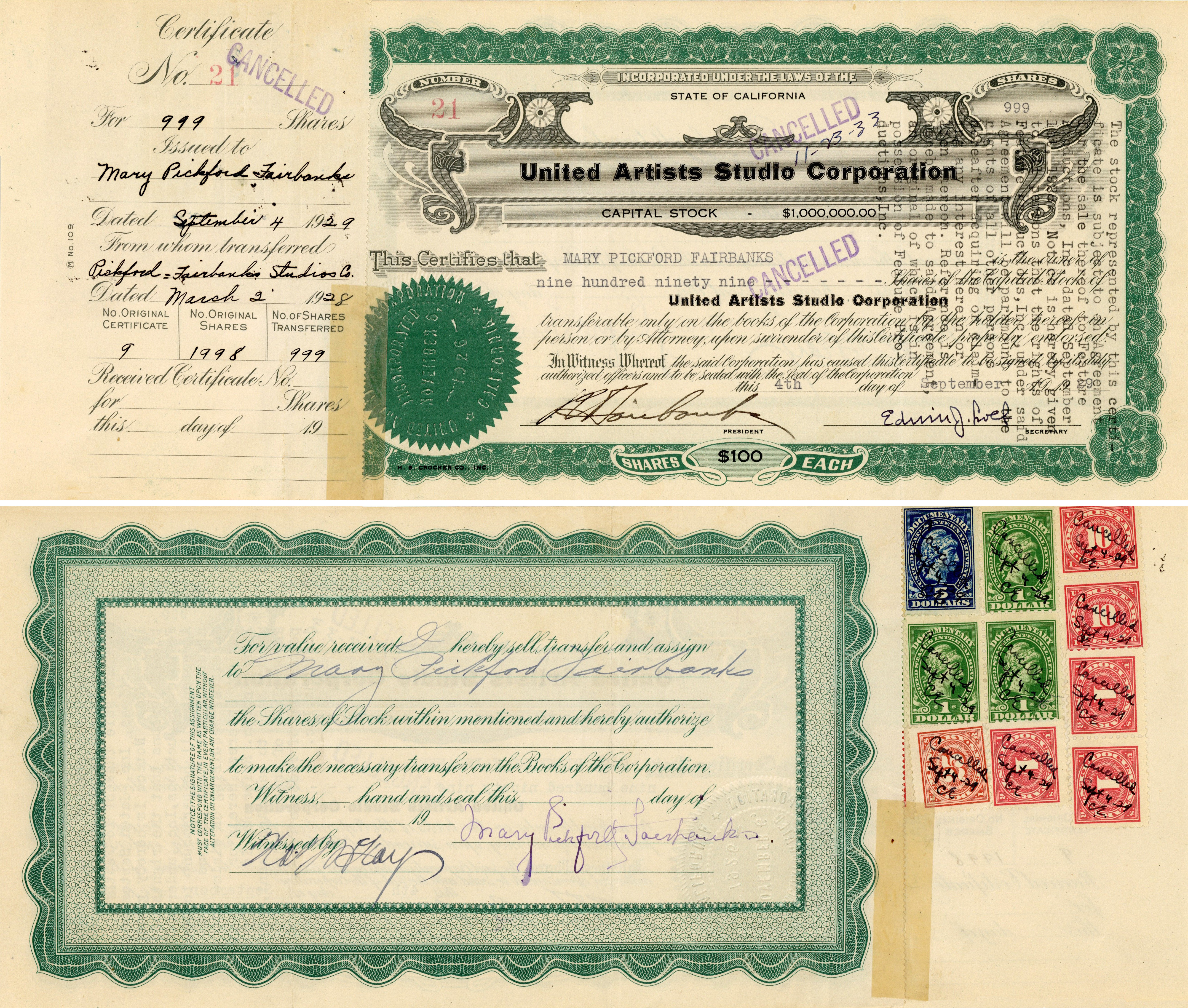
Сертификат United Artists Studio Corporation на 999 акций по 100 долларов каждая, выпущенная 4 сентября 1929 года Мэри Пикфорд-Фэрибэнкс и подписанная ею на обороте в оригинале (нижнее изображение)

Компания «United Artists» была создана 5 февраля 1919 года. Как следует из названия, её создателями выступили знаменитые актёры и режиссёры Чарльз Чаплин, Мэри Пикфорд, Дуглас Фэрбенкс и Дэвид Уорк Гриффит. Звёзды первой величины, недовольные диктатом со стороны коммерчески ориентированных киномагнатов, решили организовать собственный канал дистрибуции фильмов.
В последующие десятилетия состав учредителей компании постоянно менялся. Когда основатели отошли от активной деятельности, United Artists поддерживался на плаву за счёт независимых кинопроизводителей, заинтересованных в канале сбыта собственных фильмов в условиях монополистической студийной системы, — режиссёры Уолт Дисней и Орсон Уэллс, продюсеры Дэвид Селзник, Сэмюэл Голдвин, Александр Корда, Вальтер Вангер. Однако из-за разногласий между ними к концу 1930-х годов United Artists фактически прекратила свою деятельность.
В 1948 году Верховный суд США постановил расформировать существующие кинотресты и реформировать все студии по образу и подобию United Artists, которая фактически не снимала собственных фильмов, а занималась дистрибуцией продукции независимых кинопроизводителей, иногда предоставляя им финансовую помощь. Это решение поставило United Artists в равные условия с другими киностудиями, создав условия для возрождения кинокомпании. В 1957 году под её эгидой был открыт весьма успешный звукозаписывающий лейбл (United Artists Records).
Самым удачным десятилетием для United Artists стали 1960-е годы. Компания получала немалый доход от проектов, которые другие студии отвергли как слишком рискованные, — «Бондианы», комедийного цикла «Розовая пантера», спагетти-вестернов Серджо Леоне. Одним из самых успешных фильмов в истории студии стал мюзикл 1961 года «Вестсайдская история». В 1967 году контроль над UA перешёл к инвестиционной компании Transamerica.
Несмотря на большой успех новой серии фильмов про Рокки, компания не смогла оправиться от провала дорогостоящей ленты «Врата рая» в 1980 году и была приобретена MGM. В последующие годы United Artists фактически была присоединена к MGM.
Одни из последних крупных проектов кинокомпании — 17-й и 18-й фильмы «Бондианы» «Золотой глаз» и «Завтра не умрёт никогда». В этих фильмах в начале, после заставки MGM, появляется и полноценная заставка «United Artists».

## Попытка реанимации
В ноябре 2006 года актёр Том Круз и продюсер Пола Вагнер договорились с MGM о воссоздании компании United Artists, однако наладить производство и дистрибуцию фильмов так и не удалось. Пола Вагнер покинула проект 14 августа 2008 года.